# V507 Андромеды
V507 Андромеды (лат. V507 Andromedae) — одиночная переменная звезда в созвездии Андромеды на расстоянии приблизительно 1276 световых лет (около 391 парсека) от Солнца. Видимая звёздная величина звезды — от +11,2m до +11m.

## Характеристики
V507 Андромеды — жёлтая эруптивная переменная звезда типа RS Гончих Псов (RS) спектрального класса G0. Радиус — около 3,18 солнечных, светимость — около 7,791 солнечных. Эффективная температура — около 5022 K.